# Barrage Daourat
Le barrage Darouat est un barrage situé au Maroc sur le fleuve Oum Errabiaa. Il a été mis en service en 1950.

## Présentation
Le bassin de l'Oum Errabiaa est caractérisé par la régularité de son régime d'écoulement et par sa topographie qui présente un dénivelé de 1 800 m entre ses sources et son embouchure. Ainsi, il offre d'importantes potentialités hydro-énergétiques. Aménagé en paliers, le cours de l'Oum Errabiaa permet en fin d'aménagement de produire en année moyenne 320 GWh.
Pour pouvoir bénéficier de tout le potentiel énergétique de l'oued Oum Errabiaa en attendant que les ouvrages amont soient réalisés, il était judicieux d'exploiter la chute située le plus à l'aval possible du cours d'eau. Ainsi, une série d'ouvrages ont été réalisés de l'amont vers l'aval : Imfout, Daourat, Sidi Saïd Maâchou.
Le barrage de Daourat, situé à 50 km environ à l'aval d'Imfout et à 46 km à l'amont du barrage Sidi Saïd Maâchou, a été conçu comme un ouvrage à vocation d'alimentation en eau potable, puis hydroélectrique. 
Mis en service en 1950, ce barrage contrôle un bassin versant de 28 000 km3. Il est ancré sur des barres de quartzites très dures, à pendage vertical et peu tectonisées.